# Absorptie (natuurkunde)
Absorptie is het fysisch verschijnsel dat de energie van een systeem, zoals geluidsgolven, deeltjes en elektromagnetische straling, door een ander systeem geheel of gedeeltelijk wordt opgenomen en omgezet in een andere energievorm. Zo is een mechanische demper in staat de bewegingsenergie van een voorwerp om te zetten in wrijvingswarmte: de demper heeft bijgevolg de bewegingsenergie geabsorbeerd. In feite heeft het materiaal hier de wrijvingswarmte geabsorbeerd.

## Lichtabsorptie
Van groot belang is de absorptie van elektromagnetische straling, vooral van zichtbaar licht. Deze kan op verschillende manieren plaatsvinden. Indien wit licht (dat een mengsel is van allerlei kleuren) invalt op een rood oppervlak, dan zal dit oppervlak op rood na alle kleuren van het spectrum absorberen. Het rode licht wordt gereflecteerd en dit teruggekaatste licht wordt waargenomen. Een zwart voorwerp daarentegen zal alle invallende straling absorberen, een wit oppervlak zal juist haast alle invallende straling reflecteren. Dat is de reden waarom men beter witte kleding draagt in de zomer, dan zwarte.
Valt wit licht op een rood gekleurd doorzichtig voorwerp (een zogenaamde roodfilter), dan zal deze voornamelijk de rode kleur doorlaten, de andere kleuren van het spectrum worden min of meer geabsorbeerd. In het algemeen wordt elektromagnetische straling die door een doorschijnend stoffelijk medium (bijvoorbeeld een stuk glas, een gaslaag of de atmosfeer van een ster) gaat, ten dele geabsorbeerd. De absorptie blijkt meestal met de frequentie van de straling te variëren en hangt samen met de aard en dikte van het medium.
Indien een spectrum van de straling die door het medium gegaan is wordt samengesteld, dan zal dit bestaan uit een kleurenband, onderbroken door donkere lijnen of banden: een absorptiespectrum. De verklaring voor dit fenomeen is dat de stof uit de invallende straling juist die fotonen absorbeert welke de atomen of moleculen in aangeslagen toestand brengen. Deze corresponderen met bepaalde lijnen of banden in het absorptiespectrum. Deze lijnen of banden zijn aldus karakteristiek voor de materie waardoor ze veroorzaakt worden. Dit is de methode die men bijvoorbeeld toepast om te weten te komen uit welke gassoorten een bepaalde ster bestaat.

## Andere vormen van fysische absorptie
De energie die in geluidsgolven is opgeslagen, wordt door de tussenstof waarin het geluid zich voortplant voor een deel in warmte omgezet ten gevolge van wrijvings- of dempingswarmte: dit is geluidsabsorptie. Materialen die in deze zin sterk absorberen, worden akoestisch genoemd.
Ook een bundel deeltjes, bijvoorbeeld elektronen, kan bij passeren door een medium energie verliezen aan dit medium. Bij kernreacties kunnen bepaalde elementaire deeltjes door een kern worden ingevangen (geabsorbeerd), waarna eventueel een ander deeltje wordt uitgezonden.